# Сеснон сир Орб
Сеснон сир Орб (фр. Cessenon-sur-Orb) је насеље и општина у јужној Француској у региону Лангдок-Русијон, у департману Еро која припада префектури Безје.
По подацима из 2011. године у општини је живело 2098 становника, а густина насељености је износила 56,26 становника/km². Општина се простире на површини од 37,29 km². Налази се на средњој надморској висини од 52 метара (максималној 254 m, а минималној 29 m).

## Демографија
| 1962. | 1968. | 1975. | 1982. | 1990. | 1999. | 2011. |
| ----- | ----- | ----- | ----- | ----- | ----- | ----- |
| 1.978 | 2.025 | 1.736 | 1.680 | 1.602 | 1.730 | 2.098 |

График промене броја становника у току последњих година